# Pelvo di Ciabrera
Il Pelvo di Ciabrera (3152 m s.l.m.) è una montagna delle Alpi Cozie, situata sullo spartiacque alpino principale tra la valle Varaita di Bellino e la valle dell'Ubaye.

## Caratteristiche
Si trova sul confine tra Francia e Italia, tra i comuni di Bellino e Saint-Paul-sur-Ubaye. La cresta spartiacque principale in questa zona ha un andamento generale nord-sud dalla cima Mongioia alla Tête de l'Autaret. In particolare, dalla Testa di Malacosta la cresta viaggia in direzione circa sud con alcuni saliscendi, fino alla vetta; da qui scende al passo di Ciabrera, da dove risale alla Tête de l'Autaret, ove piega a est-sud-est. Dalla vetta dirama poi una dorsale secondaria che si dirige verso est, dapprima abbassandosi poi elevandosi fino ad una cima secondaria a quota 3153 m s.l.m., che dal vicino col de l'Autaret è facile confondere con la vetta principale. Il versante orientale è scosceso e subverticale; la parete est, alta quasi 400 m, chiude a monte la valle Varaita di Bellino. Il versante occidentale è invece costituito da pendii più dolci, che permettono un più agevole accesso alla vetta. La parete est precipita nel sottostante vallone di Ciabrera, delimitato dall'arco roccioso che si distacca dalla cresta a nord della vetta, dalla quota 3175, e dirigendosi prima ad est poi a sud abbraccia questo vallone sospeso, che precipita poi con un ripido salto sul sottostante pian Ceiol.
Sulle carte francesi IGN la quota della montagna è indicata in 3157 m, e quella della vetta secondaria occidentale in 3166 m.
Dal punto di vista geologico, è costituito da una formazione di calcescisti filladici e micascistosi, appartenenti ai calcescisti ofiolitiferi del complesso delle pietre verdi di Gastaldi.
Il termine Pelvo, molto diffuso in zona, deriva da un'antica radice celtica, ed indica una montagna a forma piramidale, con pareti ripide e cima aguzza; il termine Ciabrera, che viene ripreso in diversi toponimi anche nella forma francese Chabrière, deriva dall'occitano chabra → capra. Sulle vecchie carte IGM si utilizzavano alternativamente le forme Ciabrera e Chiabrera; il vallone ad oriente del monte è indicato con la forma Ciabriera.

## Ascensione alla vetta
La via normale si sviluppa sul versante occidentale, dove le pendenze sono inferiori.
L'itinerario più diretto prevede di risalire il vallone di Ciabriera da pian Ceiol per raggiungere il passo di Ciabrera; da qui si scende sul versante francese nel vallon de Chabrière, fino alla base del versante SO della montagna; da qui, prima per un canalino detritico, poi per placconate rocciose, si arriva in vetta.
Vi sono diversi avvicinamenti alternativi. Si può salire dal vallone di Rui, per poi invertire la marcia e scendere da nord nel vallone di Ciabriera, andando ad intercettare l'itinerario precedente sul versante orientale. Oppure si può salire per la gola delle Barricate verso il col de l'Autaret, seguendo il sentiero U27; dal colle si traversa fino al passo di Ciabrera, dove ci si ricongiunge alla via normale.
L'itinerario è di tipo alpinistico, con grado di difficoltà valutato in F.

### Accesso invernale
D'inverno, l'itinerario della via normale è percorribile con gli sci, diventando un itinerario di sci alpinismo.

## Cartografia
- Cartografia ufficiale italiana dell'Istituto Geografico Militare (IGM) in scala 1:25.000 e 1:100.000, consultabile on line
- Cartografia ufficiale francese dell'Institut géographique national (IGN), consultabile online Archiviato il 13 novembre 2007 in Internet Archive.
- Sistema Informativo Territoriale della provincia di Cuneo, su base cartografica 1:10.000
- Istituto Geografico Centrale - Carta dei sentieri 1:50.000 n.6 "Monviso" e 1:25.000 n.106  "Monviso-Sampeyre-Bobbio Pellice"